# Delayed Justice
Delayed Justice (en hangul, 날아라 개천용; RR: Narara Gaecheonyong) es una serie televisiva surcoreana dirigida por Kwak Jung-hwan y protagonizada por Kwon Sang-woo, Bae Seong-woo (reemplazado por Jung Woo-sung a mediados de la serie), Kim Ju-hyeon y Jung Woong-in. Se emitió por el canal SBS  del 30 de octubre de 2020 al 23 de enero de 2021, los viernes y sábados a las 22:00 (hora local). El director y el productor de esta obra dijeron a los medios de comunicación en una rueda de prensa que  está basada en acontecimientos reales, aunque las situaciones, los nombres y los lugares están cambiados.

## Sinopsis
Un graduado de la escuela secundaria, lleno de entusiasmo y agudo sentido de la justicia que ha logrado aprobar el examen para ser un abogado calificado contra los errores judiciales, junto con un periodista atípico pero empático, y su apasionada ayudante, se unen para defender y luchar por las víctimas de procesos judiciales que han sido falsamente acusadas, injustamente condenadas o procesadas maliciosamente.
La serie está inspirada en acontecimientos de la vida real del abogado Park Joon-young y el periodista Park Sang-gyu, quienes lograron obtener nuevos juicios para personas que habían sido condenadas injustamente, en un caso de 1999 en el que tres personas inocentes fueron condenadas por robo y asesinato, y en el asesinato en 2000 de un taxista en la intersección de cinco carreteras de Yakchon en Iksan, provincia de Jeolla del Norte.

## Reparto

### Principal
- Kwon Sang-woo como Park Tae-yong. Defensor público. Nacido en un pueblo rural, logró aprobar el examen de abogacía sin asistir a la universidad. Lleno de entusiasmo y un agudo sentido de la justicia, se convirtió en abogado defensor, abogado y procurador para defender y luchar por las víctimas judiciales que son acusadas falsamente, condenadas injustamente o procesadas maliciosamente.
  - Park Sang-hoon como el joven Park Tae-yong.
- Bae Seong-woo / Jung Woo-sung[9] como Park Sam-soo. Graduado en una universidad poco prestigiosa; a pesar de su personalidad atípica, es un reportero competente y empático.
- Kim Ju-hyeon como Lee Yoo-kyung. Una reportera novata apasionada. Admira a su superior Park Sam-soo, aunque a veces se siente frustrada por su atípico método de trabajo.
- Jung Woong-in como Jang Yoon-seok. Fiscal superior. Nació en el campo, pero ascendió rápidamente en su carrera de servicio legal en el gobierno debido a sus relaciones públicas y habilidades de cabildeo.

### Secundario
- Kim Eung-soo como Kang Cheol-woo.
- Jo Sung-ha como Jo Ki-soo.
- Kim Kap-soo como Kim Hyung-chun.
- Lee Won-jong como Han Sang-man, exdetective.
- Ahn Si-ha como Hwang Min-kyung, abogada. Había sido fiscal, pero fue expulsada del cuerpo.[12][13]
- Park Ji-il como Kim Byung-dae, exfiscal, asesor del bufete de abogados Dae-seok.
- Lee Soon-won como Kim Gwi-hyun, desarrollador de IT.
- Kim Hye-hwa como Lee Jin-sil, compañera de casa de Sam-soo.
- Lee Cheol-min como Ahn Young-kwon.
- Jeon Jin-gi como Tak Jae-hyung.
- Cha Soon-bae como Moon Joo-hyung, presidente de News & New.
- Sa Hyun-jin como Shim Bo-hyeon, CEO de News & New.

### Apariciones especiales
- Lee Jung-jae como Jang Tae-joon.[14]
- Lee Elijah como Yoon Hye-won.[15]
- Lee Jong-hyuk como Heo Sung-yoon (ep. 18-20).[16]
- Kim Eung-soo como Kang Cheol-woo, alcalde de Seúl.
- Jo Seong-ha como Jo Jo-soo, respetado juez de la Corte Suprema.
- Lee Han-wi como el padre de Lee Jin-sil.
- Chae Won-bin como Jung Myung-hee (ep. 2-3 y 14).[17]

## Producción
La serie se conocía como 지연된 정의 (Delayed Justice) en Corea durante la etapa de planificación, pero después SBS cambió el título a 날아라 개천용 (Fly, Dragon).
La serie sufrió una interrupción en diciembre de 2020 debido al despido el día 12 del actor Bae Seong-woo, como consecuencia del arresto que había sufrido por conducir en estado de ebriedad. La cadena SBS anunció el 21 de ese mes que sería reemplazado por Jung Woo-sung, tras el intento de Lee Jung-jae de asumir el papel, que finalmente se vio frustrado por problemas de agenda. Lee Jung-jae y Jun Woo-sung son cofundadores de la agencia Artist Company, a la que pertenece Bae Seong-woo. La producción tuvo que editar la mayoría de las escenas rodadas por este último en los capítulos terminados que aún quedaban por emitir, y Jung apareció desde el episodio 17 hasta el final.

## Índices de audiencia
| Episodio | Parte    | Fecha original de emisión | Índice de audiencia (Nielsen Korea) | Índice de audiencia (Nielsen Korea) |
| Episodio | Parte    | Fecha original de emisión | Nacional                            | Seúl                                |
| --- | -------- | ------------------------- | ----------------------------------- | ----------------------------------- |
| 1 | 1        | 30 de octubre de 2020     | 4.6% (NR)                           | 5.4% (19.ª)                         |
| 1 | 2        | 30 de octubre de 2020     | 5.2% (19.ª)                         | 6.0% (16.ª)                         |
| 2 | 1        | 31 de octubre de 2020     | 4.7% (NR)                           | Nd.                                 |
| 2 | 2        | 31 de octubre de 2020     | 6.7% (12.ª)                         | 7.3% (11.ª)                         |
| 3 | 1        | 6 de noviembre de 2020    | 4.3% (NR)                           | Nd.                                 |
| 3 | 2        | 6 de noviembre de 2020    | 5.4% (18.ª)                         | 5.8% (17.ª)                         |
| 4 | 1        | 7 de noviembre de 2020    | 4.1% (NR)                           | Nd.                                 |
| 4 | 2        | 7 de noviembre de 2020    | 5.6% (17.ª)                         | 6.0% (12.ª)                         |
| 5 | 1        | 13 de noviembre de 2020   | 4.1% (NR)                           | Nd.                                 |
| 5 | 2        | 13 de noviembre de 2020   | 5.9% (15.ª)                         | 6.2% (12.ª)                         |
| 6 | 1        | 20 de noviembre de 2020   | 4.5% (NR)                           | Nd.                                 |
| 6 | 2        | 20 de noviembre de 2020   | 5.1% (20.ª)                         | 5.1% (20.ª)                         |
| 7 | 1        | 21 de noviembre de 2020   | 4.5% (NR)                           | 4.5% (NR)                           |
| 7 | 2        | 21 de noviembre de 2020   | 6.7% (13.ª)                         | 6.8% (13.ª)                         |
| 8 | 1        | 27 de noviembre de 2020   | 4.6% (NR)                           | Nd.                                 |
| 8 | 2        | 27 de noviembre de 2020   | 5.4% (19.ª)                         | 5.6% (20.ª)                         |
| 9 | 1        | 28 de noviembre de 2020   | 4.8% (NR)                           | Nd.                                 |
| 9 | 2        | 28 de noviembre de 2020   | 6.7% (14.ª)                         | 6.5% (15.ª)                         |
| 10 | 1        | 4 de diciembre de 2020    | 4.7% (NR)                           | Nd.                                 |
| 10 | 2        | 4 de diciembre de 2020    | 6.6% (14.ª)                         | 6.6% (13.ª)                         |
| 11 | 1        | 5 de diciembre de 2020    | 4.7% (NR)                           | Nd.                                 |
| 11 | 2        | 5 de diciembre de 2020    | 6.1% (15.ª)                         | 6.5% (12.ª)                         |
| 12 | 1        | 12 de diciembre de 2020   | 3.9% (NR)                           | Nd.                                 |
| 12 | 2        | 12 de diciembre de 2020   | 5.0% (NR)                           | Nd.                                 |
| 13 | 1        | 1 de enero de 2021        | 5.3% (NR)                           | Nd.                                 |
| 13 | 2        | 1 de enero de 2021        | 5.8% (NR)                           | Nd.                                 |
| 14 | 1        | 2 de enero de 2021        | 3.5% (NR)                           | Nd.                                 |
| 14 | 2        | 2 de enero de 2021        | 4.6% (NR)                           | Nd.                                 |
| 15 | 1        | 8 de enero de 2021        | 4.5% (NR)                           | Nd.                                 |
| 15 | 2        | 8 de enero de 2021        | 5.2% (NR)                           | Nd.                                 |
| 16 | 1        | 9 de enero de 2021        | 4.3% (NR)                           | Nd.                                 |
| 16 | 2        | 9 de enero de 2021        | 5.4% (NR)                           | Nd.                                 |
| 17 | 1        | 15 de enero de 2021       | 4.7% (NR)                           | Nd.                                 |
| 17 | 2        | 15 de enero de 2021       | 5.6% (18.ª)                         | 5.6% (17.ª)                         |
| 18 | 1        | 16 de enero de 2021       | 4.5% (NR)                           | Nd.                                 |
| 18 | 2        | 16 de enero de 2021       | 5.5% (NR)                           | Nd.                                 |
| 19 | 1        | 22 de enero de 2021       | 4.7% (NR)                           | 5.3%                                |
| 19 | 2        | 22 de enero de 2021       | 5.4% (NR)                           | 6.1%                                |
| 20 | 1        | 23 de enero de 2021       | 3.9% (NR)                           | Nd.                                 |
| 20 | 2        | 23 de enero de 2021       | 6.2% (NR)                           | 6.8%                                |
| Promedio | Promedio | Promedio                  | 5.08%                               | Nd.                                 |
| - En la tabla superior, aparecen en azul los índices más bajos, y en rojo los más altos. - NR indica que la serie no figuró entre los veinte programas más vistos del día. - Nd. señala que no hay datos disponibles. - El día 13 de noviembre no se emitió la serie por coincidir con un partido de fútbol Corea del Sur-Brasil - El día 11 de diciembre no se emitió la serie porque estaban programados los 41.º premios Blue Dragon Film, que finalmente se pospusieron a 2021 debido a la epidemia de Covid-19. |          |                           |                                     |                                     |

## Premios y nominaciones
| Año  | Premio           | Categoría                     | Nominado        | Resultado | Ref.   |
| ---- | ---------------- | ----------------------------- | --------------- | --------- | ------ |
| 2020 | SBS Drama Awards | Mejor serie de viernes-sábado | Delayed Justice | Nominada  | [ 22 ] |